# I Fought the Law
I Fought the Law ist ein von Sonny Curtis geschriebener Rockabilly-Song, der erstmals 1960 in einer Aufnahme seiner Band The Crickets erschien und seither von einer Vielzahl von Künstlern interpretiert worden ist. Zu einem Hit wurde die Einspielung von The Bobby Fuller Four, die 1966 den 9. Platz der Billboard Hot 100 erreichte. Als besonders einflussreich erwies sich die Version von The Clash aus dem Jahr 1979, die zu einem der bekanntesten Punk-Songs avancierte.

## Inhalt
Der Song ist aus der Perspektive eines Sträflings geschrieben, der Refrain (I fought the law and the law won) bedeutet wörtlich „Ich habe gegen das Gesetz gekämpft, und das Gesetz hat gewonnen“. Beim Steineklopfen denkt er wehmütig an sein Mädchen, das er nun nicht wiedersehen wird, und an seine Verbrechen: Weil er Geld brauchte, hat er Raubüberfälle verübt und dabei auch Menschen mit seiner „zip gun“ bedroht, einer improvisierten, selbstgebauten Schusswaffe. In späteren Versionen wird „zip gun“ zur „six gun“, einem sechsschüssigen Revolver. Als er dies zu Beginn der dritten Strophe schildert, wird die Tat auch mit musikalisch-lautmalerischen Mitteln veranschaulicht: In einem kurzen Break setzen die Gitarren für einen Takt aus, in dem der Drummer dafür sechs schnelle Schläge (also „Schüsse“) spielt.

## Interpretationen

### Rockabilly, Country, Rock

7″-Vinyl-Platte der Single von The Bobby Fuller Four

Sonny Curtis stieß 1959 nach dem Tod von Buddy Holly als Gitarrist zu den Crickets, die mit Holly zwar große Erfolge gefeiert hatten, aber nur als dessen Begleitband galten. Curtis ersetzte Holly zwar nicht als Sänger, doch hatten seine Kompositionen einigen Anteil daran, dass die Crickets auch ohne Holly noch Erfolge feiern konnten; auf In Style with the Crickets (1960), der ersten LP, die sie ohne Holly veröffentlichten und der zweiten überhaupt, war I Fought the Law einer von drei Songs aus seiner Feder, bei vier weiteren wird er als Koautor geführt. Als Sänger sprang bei den Crickets Earl Sinks ein, der jedoch zu keiner Zeit ein reguläres Bandmitglied wurde – Curtis selbst hatte seinen größten Soloerfolg als Sänger einige Jahre später mit Love Is All Around, der Eröffnungsmelodie der Mary Tyler Moore Show. 1961 veröffentlichten die Crickets den Song erneut, diesmal als B-Seite von A Sweet Love, der fünften und letzten Singleauskopplung des Albums.
Ein Hit wurde I Fought the Law jedoch erst in der Version von Bobby Fuller und seiner Band The Bobby Fuller Four, erschienen 1966 auf dem Label Mustang, dem kurzlebigen Nachfolger von Del-Fi Records. In einem Jahr, in dem die amerikanischen Hitparaden von den Bands der British Invasion dominiert wurden, war Fuller einer der wenigen Künstler, die sich mit einem an den Rock ’n’ Roll der 1950er Jahre anknüpfenden Sound durchsetzen konnten. Neben Rock und Country wird in Fullers Version aber auch ein lateinamerikanischer Einfluss greifbar; seine Rhythmusgruppe (Randy Fuller am Bass, DeWayne Quirico am Schlagzeug) spielt einen an eine Merengue erinnernden Beat. So wird Fullers Version von I Fought the Law stilistisch gelegentlich auch dem Tex-Mex zugeordnet. Fuller starb wenige Monate nach der Veröffentlichung; dem Polizeibericht zufolge nahm er sich das Leben, doch sind immer wieder Zweifel an dieser Darstellung laut geworden.
In den folgenden Jahren wurde der Song von einer Vielzahl von Künstlern gecovert. Insbesondere in der Country-Szene wurde er zu einem Evergreen: 1975 erreichten die Versionen von Sam Neely und Hank Williams, Jr. die Country-Charts, zuletzt 1992 die Nitty Gritty Dirt Band. Gabriel Solis, Professor für Musikwissenschaft an der University of Illinois, merkt dazu an, dass I Fought the Law in seiner Thematik (Armut, Widerstand gegen die Obrigkeit, Verbrechen), vor allem aber in seiner resignierten Weltsicht genretypisch für den Country sei. Aus demselben Grund sei der Song aber unvereinbar mit dem vorherrschenden Ethos vieler Rocksongs, in denen sich der (männliche) Protagonist typischerweise gegen alle Widerstände zu behaupten weiß.
Aber auch in der Rockmusik wurde I Fought the Law immer wieder aufgegriffen, wobei die subversive Tendenz des Songs insbesondere sozialkritisch engagierte Künstler ansprach. So zählt der Song seit mindestens 1974 und bis heute zum Live-Repertoire von Bruce Springsteen. John Cougar Mellencamp schrieb seinen Hit The Authority Song (1983) ausdrücklich als Hommage an I Fought the Law und bietet die beiden Songs auf Konzerten oft hintereinander dar. Im Jahr 2004 veröffentlichte die Musikzeitschrift Rolling Stone ihre bis heute oft zitierte Liste der 500 besten Songs aller Zeiten und führte darin Bobby Fullers Version von I Fought the Law auf dem 177. Rang auf. Im selben Jahr wurde sie zudem von der Rock and Roll Hall of Fame in ihre Liste der „Songs, die den Rock ’n’ Roll geprägt haben“ aufgenommen.

### Punk

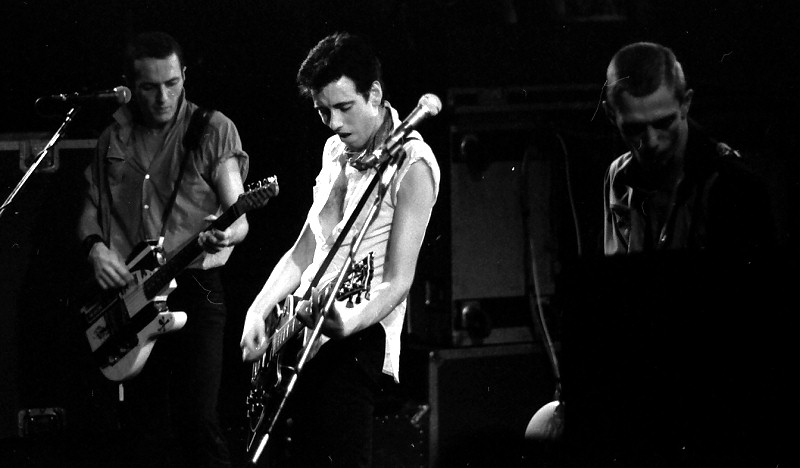
The Clash live in Oslo, 1980

Eine besondere Stellung nimmt unter den vielen Interpretationen die der englischen Punkband The Clash ein. 1978 flogen Joe Strummer und Mick Jones nach San Francisco, um im Automatt-Studio Overdubs für ihr zweites Album Give ’Em Enough Rope einzuspielen. In den Räumen des Studios stand eine Jukebox, die unter anderem mit Fullers Version von I Fought the Law bestückt war. Strummer und Jones zeigten sich von dem Song so angetan, dass sie es selbst einzuüben begannen, und nahmen es nach ihrer Rückkehr in ihr Live-Repertoire auf. Im Mai 1979 veröffentlichten sie ihre Studioaufnahme des Songs auf der EP The Cost of Living. Im selben Jahr erschien sie in der gegenüber der Originalversion stark veränderten amerikanischen Ausgabe ihres Debütalbums The Clash. Es wurde zu einem der bekanntesten Songs der Band, auch da ein Konzertmitschnitt, aufgenommen bereits am 28. Dezember 1978 im Londoner Lyceum Theatre, als Schlussszene und Höhepunkt für ihren Musikfilm Rude Boy ausgewählt wurde. Als einer der ikonischen Songs des Punk erfreut sich der Song in dieser Subkultur ungebrochener Beliebtheit. Auf der The-Clash-Version aufbauende Coverversionen haben etwa Chelsea und Mike Ness von Social Distortion aufgenommen, in Deutschland Die Toten Hosen und die Beatsteaks.

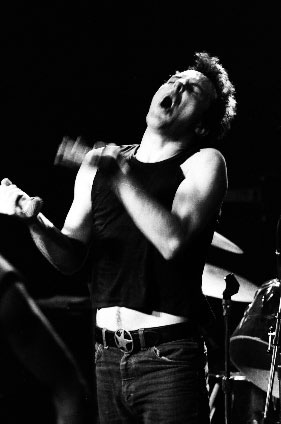
Jello Biafra

Hervorzuheben ist auch die Version der Dead Kennedys, einer der einflussreichsten und auch politisch engagiertesten amerikanischen Punkbands, 1987 erschienen auf der Kompilation Give Me Convenience or Give Me Death (aber schon Jahre zuvor Teil ihres Konzertprogramms), mit neuem Text von Jello Biafra. Biafras Version thematisiert das Mordattentat, bei dem 1978 der Bürgermeister von San Francisco, George Moscone, und der Stadtverordnete und Schwulenaktivist Harvey Milk getötet wurden. Erzähler ist in der Version der Dead Kennedys der Attentäter Dan White, der 1979 in einem umstrittenen Urteil wegen verminderter Schuldfähigkeit nur des Totschlags (voluntary manslaughter), nicht aber des Mordes schuldig gesprochen wurde. In der Zeile Twinkies are the best friend I've ever had („Twinkies sind der beste Freund, den ich je hatte“) greift Biafra einen der umstrittensten Punkte des Prozesses auf, der als „Twinkie-Verteidigung“ in die amerikanische Rechtsgeschichte und als Bezeichnung für eine beispiellose Rechtsverdrehung in die Umgangssprache eingegangen ist: Die Verteidigung hatte schuldmindernd geltend gemacht, dass White übermäßig viele Cremeschnitten (Twinkies) verzehre und er also offensichtlich unter Depressionen leide. Die Empörung über das Urteil drückt sich in der Umkehrung des Refrains aus: In Biafras Version siegt der Mörder nicht nur über das Gesetz (I fought the law and I won), er ist eins mit dem Gesetz (I am the law). White wird mithin zum Sinnbild eines ebenso reaktionären wie repressiven Establishments, das das Gesetz auf seiner Seite weiß.
In die Schlagzeilen geriet 2004 die Coverversion von Green Day, die eigens für einen gemeinsamen Werbespot von Pepsi und Apple eingespielt und in der Werbepause des Super Bowl XXXVIII ausgestrahlt wurde. Er erreichte somit gut 100 Millionen Zuschauer. Beworben wurde eine Aktion, bei der Gutscheine für Musik-Downloads auf Apples damals neuer Vertriebsplattform iTunes unters Volk gebracht wurden. Zu den Klängen des Songs stellte der Spot eine Reihe von ausnahmslos pepsitrinkenden Teenagern vor, die wegen des illegalen Downloads von Musikdateien gerichtlich verurteilt worden waren, sich aber froh zeigten, dass sie nun dank iTunes einen gesetzestreuen Weg gefunden hätten, kostenlos an Musik zu kommen. Green Day, die als kommerziell erfolgreiche Band in Punk-Kreisen ohnehin oft verfemt wurde, wurde daraufhin von nicht wenigen Kommentatoren vorgeworfen, sich mit „dem System“ gemein zu machen und ungehemmt den vollkommenen Ausverkauf des Punk zu betreiben, während Joe Strummer sich im Grabe drehe. Sowohl für Green Day als auch für iTunes rechnete sich die Aktion finanziell allemal; in der folgenden Woche war I Fought the Law mit mehr als 10.000 kostenpflichtigen Downloads der meistgekaufte Song auf iTunes, das seinerseits bald amazon.com als Marktführer für Musikdownloads ablöste.

## Sonstiges
- Vom Beat-Dichter Allen Ginsberg stammt eine ironisch überarbeitete Version des Songs. Sein Gedicht Do the Meditation Rock[13] (auch bekannt als Meditation Blues) bezeichnete er selbst als „buddhistische Version der alten kommunistischen Internationale“, den Refrain dichtete er um zu I fought the dharma and the dharma won.[14] Gesungen auf die Melodie von I Fought the Law bot er das Gedicht gegen Anfang der 1980er Jahre häufig bei seinen Performances dar. Erhalten ist unter anderem der Mitschnitt einer 1982 in Santa Monica veranstalteten Session mit Bob Dylan am Bass.[15]

- Im Verlauf der militärischen Intervention der Vereinigten Staaten in Panama im Dezember 1989 flüchtete der panamaische Diktator Manuel Noriega in die diplomatische Vertretung des Vatikans in Panama-Stadt, um sich der Verhaftung zu entziehen. Da die Amerikaner aus völkerrechtlichen Gründen nicht auf das Gelände vordringen konnten, verlegten sie sich darauf, die Nuntiatur Tag und Nacht mit ohrenbetäubend lauter Musik zu beschallen, um den Opernfreund Noriega zu zermürben und zur Aufgabe zu zwingen. Die amerikanischen Soldaten machten sich insbesondere einen Spaß daraus, Noriega mit ihren Titeln musikalische Botschaften zu übermitteln; auf der Playlist des U. S. Marine Corps stand so mehrfach Bobby Fullers Version von I Fought the Law[16] neben anderen sinnfälligen Titeln wie Crying in the Chapel (Brenda Lee), Dancing in the Street (David Bowie), You Shook Me All Night Long (AC/DC), Time Is on My Side (The Rolling Stones), Never Gonna Give You Up (Rick Astley), Nowhere Man (The Beatles), No Particular Place To Go (Chuck Berry), Nowhere to Run (Martha & The Vandellas), Just Like Jesse James (Cher) und Prisoner of Rock ’n’ Roll (Neil Young).[17]

- Der Satz I fought the law (and the law won) ist mittlerweile als feste Wendung in die englische Umgangssprache eingegangen und ist so auch in einer Vielzahl von Songs und Büchern entsprechend oft referenziert worden. Ein Beispiel ist der vielbeachtete Essay I Fought the Law von Christopher Hitchens mit Fotos von Christian Witkin, der 2004 in der Zeitschrift Vanity Fair erschien und sich gegen die zunehmende staatliche Bevormundung in der Stadt New York wandte. Hitchens ließ sich dabei fotografieren, wie er an einem Tag gleich mehrere der Verbote lässlicher Vergehen brach, die der neue Bürgermeister Michael Bloomberg gerade mit hohen Geldstrafen bewehrt hatte. Unter anderem nahm er dafür beim Fahrradfahren die Füße vom Pedal, fütterte Tauben im Park und besetzte in der U-Bahn zwei Sitze zugleich.[18]

## Aufnahmen (Auswahl)
- The Crickets (auf der LP In Style with the Crickets, 1960)
- Sammy Masters (1964)
- The Bobby Fuller Four (I Fought the Law, 1966)
- Claude François (als J’ai joué et j’ai perdu, 1967)
- Roy Orbison (Memphis, 1973)
- Sam Neely (1975)
- Hank Williams, Jr. (Family Tradition, 1979)
- Kris Kristofferson & Rita Coolidge (Natural Act, 1979)
- The Clash (The Cost of Living, 1979)
- Dead Kennedys (Give Me Convenience or Give Me Death, 1987)
- The Pogues feat. Joe Strummer (live 1987, veröffentlicht auf Just Look Them Straight in the Eye and Say… Pogue Mahone!!, 2008)
- Bryan Adams (Live! Live! Live!, 1988)
- Stray Cats (B-Seite der Single Bring It Back Again, 1989)
- Nitty Gritty Dirt Band (Not Fade away, 1992)
- Grateful Dead (diverse Live-Bootlegs, ab 1993)
- Die Toten Hosen (B-Seite der Single Kauf MICH!, 1994)
- Attaque 77 (als Yo combatí la ley, auf Todo está al reves, 1994)
- Nanci Griffith (Blue Roses from the Moons, 1997)
- The Ventures feat. Duane Eddy (New Depths, 1998)
- The Brian Jonestown Massacre (auf dem Sampler Delphonic Sounds Today: Del-Fi Does Del-Fi, 1998)
- Mike Ness (Under the Influences, 1999)
- Chelsea (Metallic. F.O., 2002)
- Beatsteaks (Wohnzimmer-EP, 2002)
- Status Quo (Riffs, 2003)
- Green Day (2004)
- Colin Farrell (Intermission (Original Soundtrack), 2004)
- Jolly Boys (Great Expactation, 2010)
- Anti-Flag (Complete Control Session, 2011)